# Villard-Saint-Sauveur
Villard-Saint-Sauveur är en kommun i departementet Jura i regionen Bourgogne-Franche-Comté i östra Frankrike. Kommunen ligger i kantonen Saint-Claude som tillhör arrondissementet Saint-Claude. År 2022 hade Villard-Saint-Sauveur 582 invånare.

## Befolkningsutveckling
Antalet invånare i kommunen Villard-Saint-Sauveur
Referens:INSEE